# Assalamu alaykum
Pour les articles homonymes, voir Salam.
Assalamu alaykum (en arabe : ٱلسَّلَامُ عَلَيْكُمْ, ʾas-salāmu ʿalaykum) est une salutation orale arabe qui signifie « que la paix soit sur vous ». La phrase complète est ʾas-salāmu ʿalaykum wa-raḥmatu -llāhi wa-barakātuh (ٱلسَّلَامُ عَلَيْكُمْ وَرَحْمَةُ ٱللَّٰهِ وَبَرَكَاتُهُ), « Que la paix, la miséricorde et la bénédiction d'Allah soient sur vous ».

Assalamu alaykum en thuluth, un style de calligraphie arabe.

Dans un contexte moins formel, la forme abrégée Salam (سَّلَام, salām) est utilisée, équivalent de « Salut ».

## Utilisations
- Dans le monde, en général, les musulmans et ceux qui les fréquentent se saluent avec cette expression.
- En Arabie, l'expression est généralement utilisée simultanément avec une poignée de main droite et, optionnellement, deux, trois voire quatre (selon les régions) légers baisers sur les deux joues (seulement entre les personnes du même sexe).
- En Iran, en Afghanistan, en Azerbaijan et au Tadjikistan, on emploie généralement Salam, seul, pour se saluer et occasionnellement Salam-o aleykom.
- À Malte et dans la langue maltaise, l'expression siculo-arabe Insellmilkom tire son origine de cette salutation sémitique et est souvent usée au sein d'un contexte de prière religieuse.
- En Malaisie, Salam est utilisé quotidiennement pour saluer à la place de Selamat pagi (« Bonjour ») et Selamat siang (« Bon après-midi ») en malais. À noter que Assalamu alaykum est aussi utilisé tous les jours. Exemple : Tolong sampaikan salamku kepadan mereka signifie « Dis-leur bien le bonjour (de ma part) s'il te plaît ».
- Aux Philippines, Salamat est utilisé couramment pour dire « merci » dans de nombreuses langues philippines locales telles que le tagalog, le cebuano (binisaya) et le hiligaïnon (ilonggo) pour citer les principales. Ici aussi le mot vient de l'arabe salāmat (سلامت), pluriel féminin de salāmah (سلامة).
- À Madagascar Salama est utilisé pour saluer.

## Réponse
Il est usuel de répondre par la phrase Wa alaykum assalam (وَعَلَيْكُمُ ٱلسَّلَامُ) (« Et sur vous soit la paix ») ou l'une de ses variations.

## Dérivé
Cette expression est à l'origine du mot français salamalec,,.